# Torremaggiore
Torremaggiore é uma comuna italiana da região da Puglia, província de Foggia, com cerca de 17.019 habitantes. Estende-se por uma área de 208 km², tendo uma densidade populacional de 82 hab/km². Faz fronteira com Casalvecchio di Puglia, Castelnuovo della Daunia, Lucera, Rotello (CB), San Paolo di Civitate, San Severo, Santa Croce di Magliano (CB), Serracapriola.

## Personalidades no Torremaggiore
- Umberto Pettinicchio (1943), peintre

## Demografia
| Variação demográfica do município entre 1861 e 2011                               |
|                                                                                   |
| Fonte: Istituto Nazionale di Statistica (ISTAT) - Elaboração gráfica da Wikipedia |